# Mystic Quest Legend
Ne doit pas être confondu avec Mystic Quest.
Mystic Quest Legend est un jeu vidéo de rôle développé par Square Co., Ltd. pour la Super Nintendo Entertainment System, le premier de la franchise Final Fantasy à sortir en Europe et en Australie. Développé au Japon pour le marché nord-américain où il s’appelle Final Fantasy Mystic Quest, le nom a été changé pour l'importation en Europe où on a enlevé la partie Final Fantasy du nom. Au Japon, il est sorti sous le nom de Final Fantasy USA: Mystic Quest.
Plutôt différent du restant de la série Final Fantasy, il a été vendu en tant que « jeu vidéo de rôle pour débutant » avec un guide stratégique de 72 pages, comme de nombreux jeux de rôle sortis en Europe. Le jeu est très facile comparé aux autres jeux de la série. Il inclut un mode automatique qui permet à la console de contrôler le compagnon du héros, pendant les combats, à la place du joueur.
Mystic Quest sorti en Europe sur Game Boy est à différencier de Mystic Quest Legend. Celui-ci (sorti sous le nom Final Fantasy Adventure en Amérique du Nord) se nomme Seiken Densetsu au Japon et constitue le premier épisode de la série des Mana.

## Trame

### Synopsis
Un jeune garçon (son nom original est Benjamin) se voit donner la quête mystique de sauver le Monde. Il est le Chevalier déterminé par l'Oracle et doit chercher les quatre Cristaux du Monde : Terre, Eau, Feu, et Air. Une fois ces cristaux restaurés, la paix et la lumière pourront régner à nouveau dans le Monde. « Les 4 » ont volé les Cristaux de la Tour Focale, ancien noyau du Monde, et drainent leur pouvoir. Ils ont divisé le monde derrière quatre portes et ont fermé les quatre portes de la Tour Focale emportant les clés avec eux. Le Chevalier désigné par l'Oracle doit retrouver les Cristaux perdus avant qu'il ne soit trop tard.

### Personnages
Le héros, Benjamin, est un jeune homme désigné  pour sauver le monde par l'Oracle, un homme mystérieux appelé White qui se révèle être le cristal de lumière déguisé en humain. Benjamin rencontre lors de sa quête des alliés qui l'aideront tour à tour. Kaéli est une jeune femme qui souhaite sauver la forêt malade dans laquelle se trouve son village et retrouver son père, le capitaine Mac, dont le navire s'est perdu en mer. Tristan est un ninja chasseur de trésors, qui s'allie à Benjamin en échange d'un trésor gardé avec le cristal de terre par un terrible monstre. Phébé est une jeune femme qui cherche à délivrer son village gelé. Rubicon est un jeune homme qui recherche son père, Arion, qui est bloqué dans une mine. Ensemble, ils combattent le Roi Noir, un roi fou désirant détruire le monde et qui a corrompu les Cristaux.

## Système de jeu
Le jeu ne comporte que peu de combats aléatoires et le système de localisation fonctionne sous forme de routes prédestinées. Il est jugé par plusieurs comme comportant une histoire fade avec peu de développement des personnages, un changement significatif de la part de Square. Le jeu peut être fini en peu de temps comparé à la majorité des jeux de rôle et l'expérience ainsi que les objets sont assez faciles à obtenir, ce qui a entraîné plusieurs joueurs expérimentés à le considérer comme un jeu de rôle pour néophyte. L'interface, les graphismes et les monstres sont les mêmes que ceux de Final Fantasy Legend III sur Game Boy (faisant partie de la série SaGa). Les musiques du jeu ont cependant été encensées par la critique, notamment celle du dernier boss.

## Développement

### Équipe de développement
- Scenario : Chihiro Fujioka (en)
- Réalisateur : Kouzi Ide
- Design des monstres : Masanori Morita
- Traduction et ligne scénaristique : Yoshi Maekawa, Ted Woolsey (en)
- Compositeur : Y. Kawakami, Ryuji Sasai
- Traductrice version française : Véronique Chantel

### Traduction
Le jeu contient des éléments mal traduits et de la censure. Le sort Holy (Pureté dans la version française), est censuré en White, tout comme dans la version nord-américaine de Final Fantasy IV sur Super Nintendo. Aussi, un monstre appelé « Iflyte » (P'titjinn dans la version française) existe, qui paraît être une mauvaise romanisation de « Éfrit » ou « efreet », une créature souvent présente dans la série.

## Accueil
La sortie française tardive de Mystic Quest Legend a été très critiquée. Toutefois, les notes recueillies sont très bonnes et les musiques ont été unanimement encensées.